# Aeroport de Sabadell
L'aeroport o aeròdrom de Sabadell està situat al sud-oest de la ciutat que li dona nom, cocapital del Vallès Occidental.
Disposa d'una pista d'aterratge de 1.050 m a 148 m d'altura sobre el nivell del mar. Juntament amb l'Aeroport de Madrid-Cuatro Vientos és el més important en operacions d'aviació general d'Espanya, amb més de 200 aeronaus i superant les 40.000 operacions anuals. La plantilla de l'aeroport és d'unes 500 persones, englobant personal d'escola, tallers, personal d'Aena, etc.
Gràcies al Pla Director aprovat l'any 2009, s'està duent a terme una important reforma per ampliar i millorar les seves instal·lacions, a fi de situar-lo al capdavant de l'aviació general d'Espanya. El gener del 2010 es va ampliar la pista, per motius de seguretat, dels 900 metres als 1.050 metres actuals. Igualment, s'ha construït una nova torre de control i es preveu la construcció de 13 nous hangars.
L'Aero Club Barcelona-Sabadell, un dels principals operadors de l'aeroport, és el primer d'Espanya i el tercer d'Europa, compta amb més de 1.000 socis i més de 10.000 hores de vol anuals.

## Història
L'empresari i polític Jaume Ninet i Vallhonrat estava convençut que el futur per al desenvolupament de la ciutat de Sabadell depenia del fet de disposar d'un aeroport, i l'any 1931 es va entestar en la compra dels terrenys de Can Daviu, per convertir-los en camp d'aviació. I es va aconseguir l'any 1933, quan ja estava fora del joc polític local, amb un crèdit de la Caixa de Sabadell d'un milió de pessetes. Ell va ser l'inspirador del projecte.

## Xifres
| Anys | Operacions | Passatgers |
| ---- | ---------- | ---------- |
| 2018 | 44.055     | 4.540      |
| 2016 | 36.002     | 4.414      |
| 2015 | 29.975     | 3.981      |
| 2014 | 27.069     | 2.686      |
| 2013 | 27.737     | 2.993      |
| 2012 | 29.046     | 602        |
| 2011 | 33.395     | -          |
| 2010 | 38.877     | -          |
| 2009 | 43.934     | -          |
| 2008 | 49.642     | -          |
| 2007 | 61.195     | -          |
| 2006 | 48.695     | -          |
| 2005 | 43.814     | -          |
| 2004 | 42.902     | -          |

## Galeria d'imatges

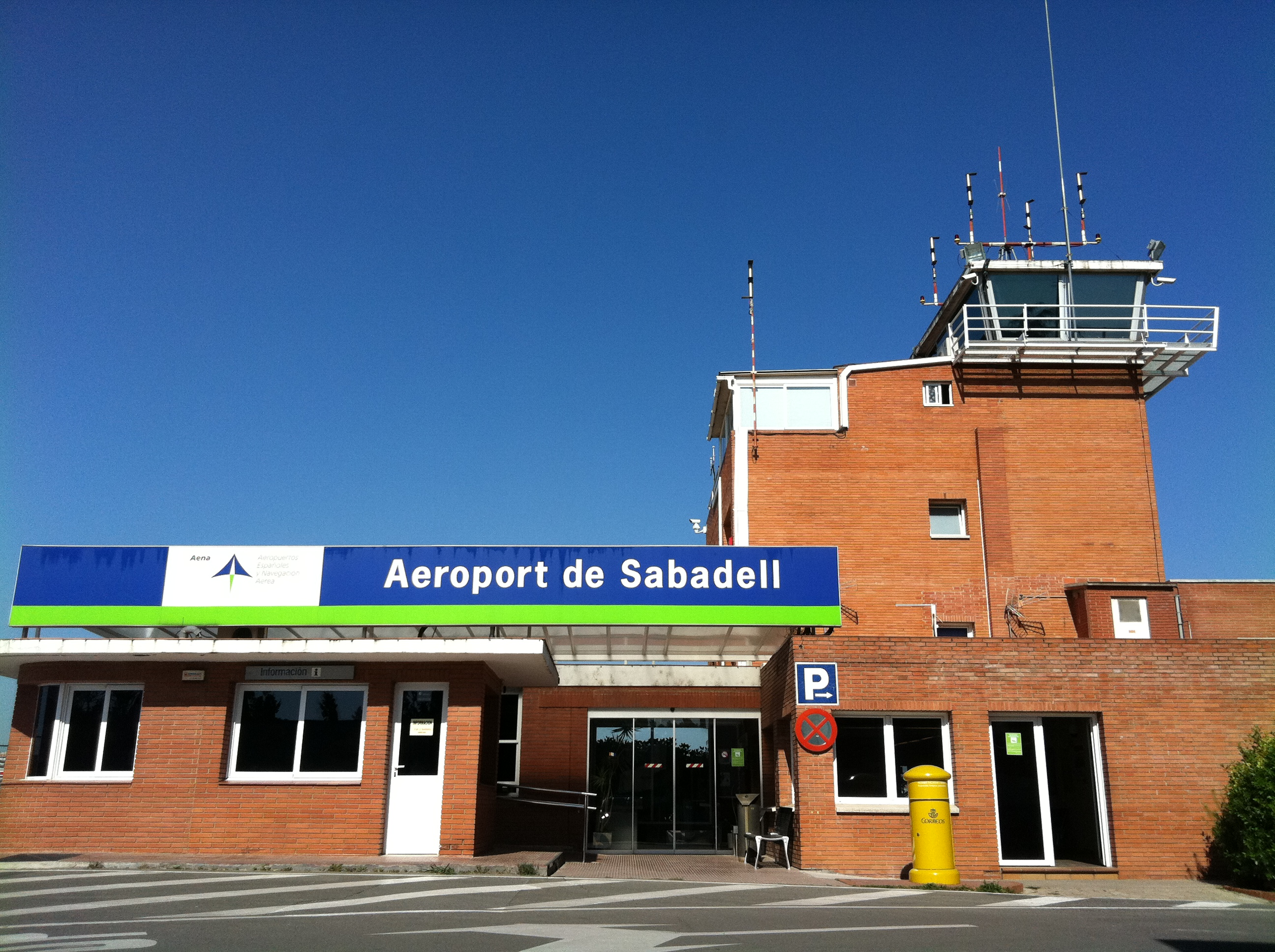
Entrada a l'Aeroport
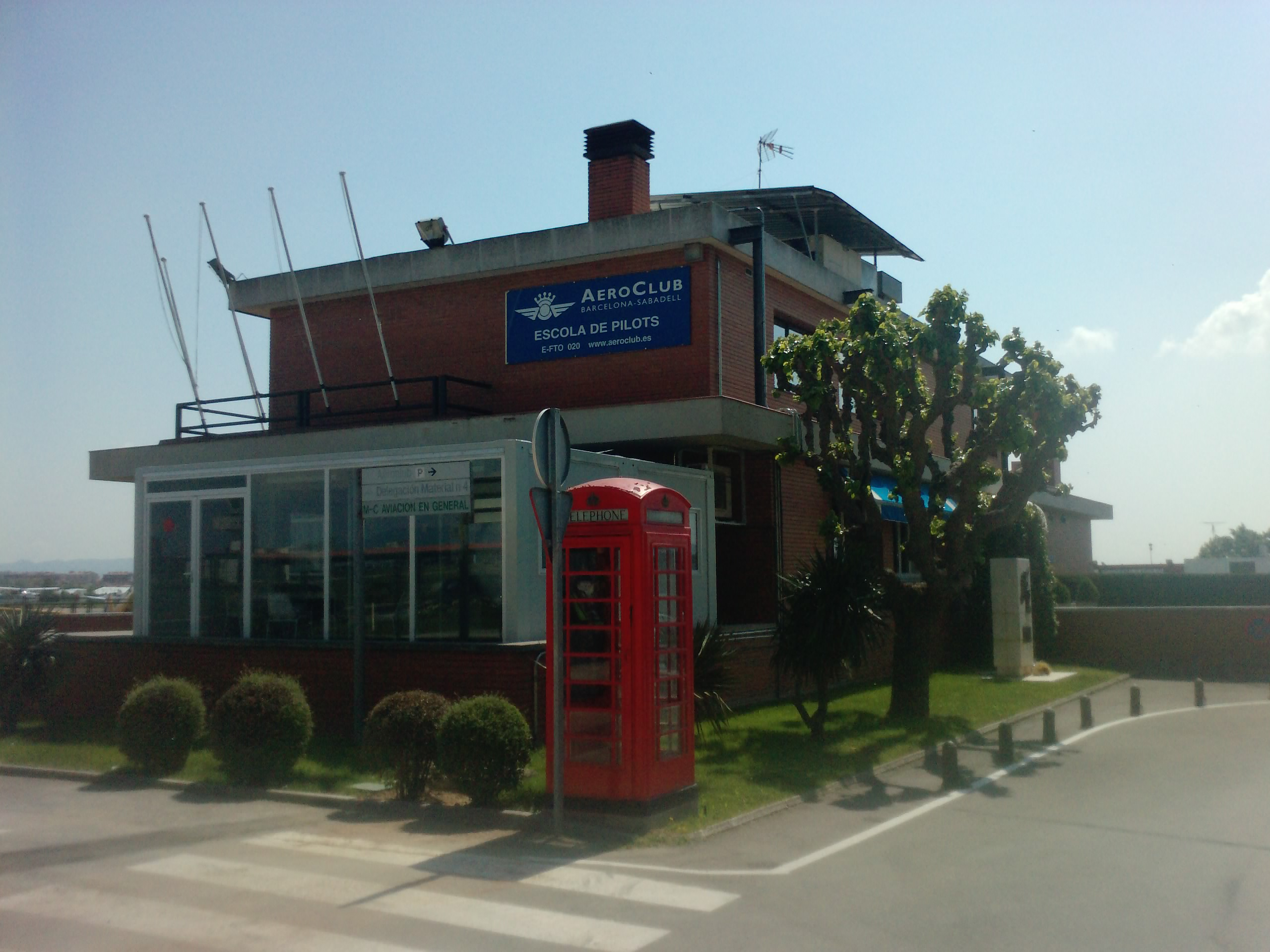
Aeroclub Barcelona-Sabadell
- Una avioneta redueix gradualment la seva velocitat després d'aterrar a l'Aeroport de Sabadell